# Filiach
Filiach ou Filiache est une localité algérienne. Elle est située à 5 km au sud-est de la ville de Biskra, dont elle dépend administrativement.

## Description
Filiach est la première oasis des Zibans. Elle est caractérisée par ses terres fertiles et ses plusieurs palmeraies. Elle est riche en eau potable. Il y a plus de 22 sortes de dattes qui sont cultivées chaque année à Filiach. C'est une des plus belles oasis des Zibans.
Filiach compte plus de 140 000 palmiers et plus de 6 000 oliviers. De plus, les propriétaires font cultiver plusieurs sortes de légumes,.

## Archéologie
Plusieurs sépultures ont été découvertes à Filiach par M. Teisserenc de Bort, pendant la colonisation française, le 4 mai 1885. Ces tombes renferment des corps entreposés dans des jarres. Ces sépultures datent de plusieurs milliers d'années bien avant les conquêtes musulmanes en Afrique du nord. Tous les objets et tous les corps ont été envoyés en France,.